# Polychlorure de vinyle
Pour les articles homonymes, voir PVC.
 (décembre 2020).
Si vous disposez d'ouvrages ou d'articles de référence ou si vous connaissez des sites web de qualité traitant du thème abordé ici, merci de compléter l'article en donnant les références utiles à sa vérifiabilité et en les liant à la section « Notes et références ».

Code d'identification de la résine PVC.

Le poly(chlorure de vinyle), connu sous le sigle PVC (sigle venant de l'appellation anglaise polyvinyl chloride), est un polymère thermoplastique de grande consommation, amorphe ou faiblement cristallin, principal représentant de la famille chloropolymères (au début du XXIe siècle, on en produisait environ 22 millions de tonnes, généralement stabilisé avec divers additifs, métalliques notamment).
Il est préparé à partir de deux matières premières : le chlore gazeux à 57 % et le pétrole à 43 % ; c'est la seule matière plastique constituée par plus de 50 % de matière première d'origine minérale, le chlore gazeux étant obtenu par électrolyse du sel de cuisine (NaCl) provenant essentiellement de mines.
Le PVC rigide est surtout utilisé pour la fabrication de profilés (de fenêtres notamment) et tubes par extrusion. Le PVC souple (ou PVC plastifié) sert par exemple dans l'industrie des vêtements et des tapisseries, gaines de câbles, revêtements de sols, bâches et membranes de toitures, films...

## Formule moléculaire
De formule chimique —(CH2—CHCl)n—, il est obtenu par polymérisation radicalaire du monomère chlorure de vinyle (sigle VCM, formule CH2=CHCl). Le PVC est un composé organique.

## Historique
Le poly(chlorure de vinyle) a été découvert par accident à au moins deux occasions au cours du XIXe siècle, d'abord en 1835 par Henri Victor Regnault puis en 1872 par Eugen Baumann. Dans les deux cas, le polymère est apparu comme un solide blanc dans des bouteilles de chlorure de vinyle après exposition à la lumière solaire. Au début du XXe siècle, les chimistes russes Ivan Ostromislensky (en) et Fritz Klatte (en) ont tous deux tenté d'utiliser le PVC dans des produits commerciaux, mais leurs efforts ne furent pas couronnés de succès à cause des difficultés de transformation du polymère. En 1926, Waldo Semon (en), en collaboration avec la société B.F. Goodrich, a développé une méthode de plastification du PVC en le mélangeant avec des additifs. Ceci a permis de rendre le matériau plus flexible et plus facile à fabriquer, genèse du succès commercial du PVC.

## Synthèse du monomère et du PVC
Historiquement, le chlorure de vinyle était produit par réaction de l'éthylène avec du chlore gazeux dans des installations dites « chloration ». D'autres processus chimiques utilisant du chlore gazeux ont comme sous-produit de l'acide chlorhydrique, il est valorisé aujourd'hui dans des installations dites « oxychloration », il s'agit d'une réaction opposant l'éthylène avec l'acide chlorhydrique, en présence d'oxygène. Le produit intermédiaire des deux processus, le dichloroéthane se transforme en chlorure de vinyle sous l'effet de la chaleur.
La polymérisation du VCM est amorcée par des radicaux. Les deux procédés les plus courant étant celui en suspension dit slurry, et le latex qui fournit des résines plus nobles. Divers additifs permettent de contrôler sa polymérisation (amorceurs de polymérisation, shortstoppers, emergency killers, agents gonflants, etc.).
Remarque : le PVC est insoluble dans son monomère.

Production du PVC (procédé en suspension).

## Formulation
Certains additifs permettent d'améliorer sa stabilisation chimique, face aux ultraviolets, à la chaleur, aux chocs, etc., et stabiliser sa couleur et son aspect. Par exemple, des stabilisateurs dits « HALS » (pour Hindered Amines Light Stabilizers) le rendent plus résistant à la lumière en inhibant l'activité des radicaux libres.
Le PVC peut intégrer de nombreuses charges, qui sont surtout des minéraux tels que le carbonate de calcium naturel ou précipité, le talc, le kaolin, ou des métaux destinés à améliorer ses propriétés mécaniques, son état de surface et aussi à en diminuer le prix de revient[réf. nécessaire]. En moyenne, le PVC contient 10 % d'additifs,.
Le PVC doit résister à la chaleur ou au feu. Or il est combustible et libère naturellement à 170-180 °C du chlorure d'hydrogène et dès 70 °C, du chlorure d'hydrogène lors d'une réaction auto-entretenue une fois qu'elle est amorcée. Des additifs stabilisants empêchent ou limitent cette libération :
- stéarates de cadmium et laurates de cadmium : très toxiques et autrefois très utilisés, ils ne sont plus utilisés dans quinze pays de l'Union européenne depuis 2001 et depuis 2007 pour les vingt-sept pays de l'UE où le taux de cadmium du PVC destiné à la construction ne doit plus dépasser 0,1 %, car il est difficile de l'éliminer quand on utilise du PVC recyclé[15] ;
- sulfates de plomb, stéarates de plomb et phtalates de plomb : toxiques, ils sont maintenant interdits dans les emballages, et tendent ailleurs à diminuer dans l'UE de 2007 à 2012, et ne doivent plus être utilisés depuis 2015[15] ;
- calcium et zinc sous forme de carboxylates : ils sont utilisés comme alternative aux produits précédents (cadmium, plomb hautement toxiques)[15]. Les emballages PVC doivent en contenir moins de 0,2 % et les autres PVC devraient ne plus en contenir plus de 0,5 % ; en Europe de l'Ouest (Turquie comprise), leur usage a augmenté (passant de 18 000 t en 2000 à 80 000 t en 2011) ;
- carboxylates de baryum : comme certains carboxylates de zinc, ils sont un composant (0,1 % environ) des PVC souples (mais interdits dans les emballages alimentaires)[15] ;
- organoétains : des mono- et dibutylétain, octylétain, dialkylétain diisooctylthioglycolates sont également utilisés (à hauteur de 0,1 à 0,2 % du PVC) dans les emballages et jusqu'à 1 % dans divers autres types de PVC[15].

## Usages et formes commerciales

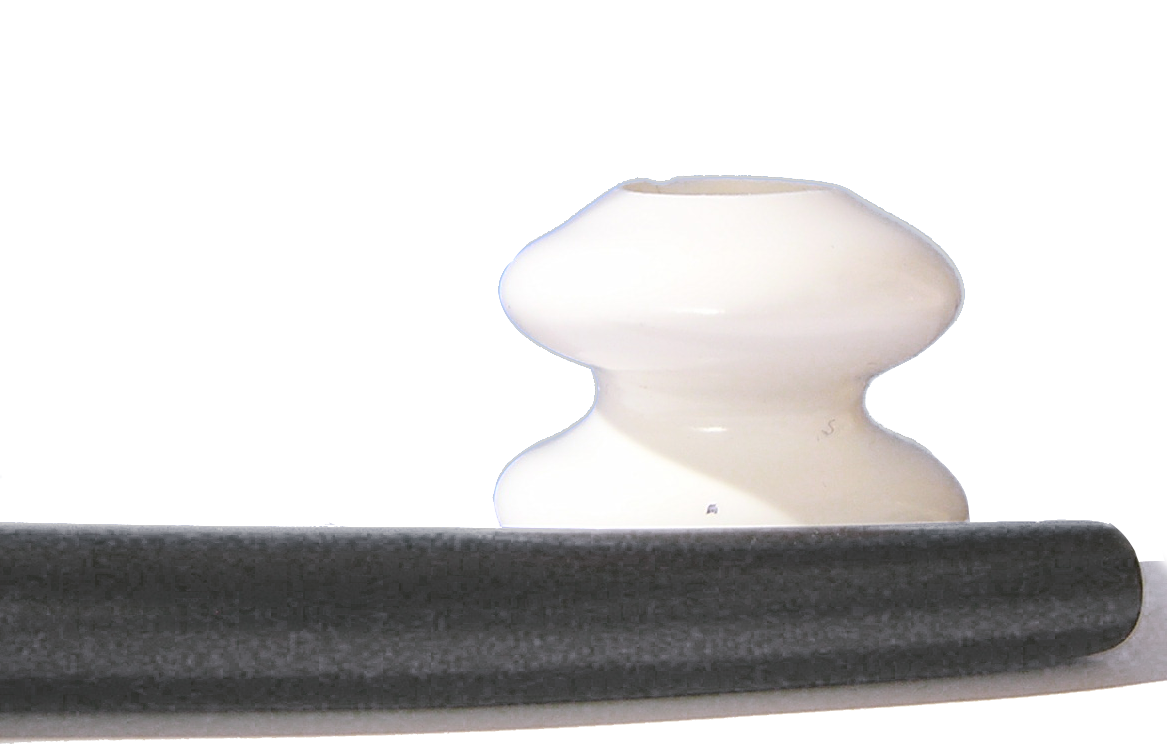
PVC souple.

Il existe de nombreuses utilisations du PVC dans l'industrie. On trouve principalement quatre types de PVC :
- le PVC rigide, typiquement les tuyaux de canalisation, a un aspect lisse. Les tuyaux représentent plus de 40 % de la consommation de PVC. On fabrique aussi des cartes « format carte de crédit » (cartes de membre, fidélité, réduction, client, etc.). Elles peuvent être aussi en poly(téréphtalate d'éthylène) (PET) ou en polycarbonate (PC). On utilise également le PVC pour les emballages des comprimés, les blisters, où il est souvent accolé à une fine feuille d'aluminium ;
- le PVC souple, qui recouvre certaines pièces telles les manches de pinces, a un aspect brillant. On peut aussi le trouver dans les sols plastiques, les revêtements muraux PVC, dans des types de plafonds tels les plafonds tendus, ainsi que dans la fabrication des sex toys ;
- les films de PVC plastifié (commercialisés en bobines) utilisés (sous forme de film adhésif) comme lamination ou pour le marquage publicitaire, ou (sous forme de film étirable) comme emballage ;
- le PVC expansé (souvent appelé Forex), utilisé pour faire de la publicité sur le lieu de vente (PLV), ou des enseignes.

## Hygiène et sécurité
La polymérisation du PVC est irréversible. Certains plastifiants entrant dans sa composition peuvent présenter un risque pour la santé.
La production de  PVC nécessitant du chlore lors de sa fabrication par électrolyse il y a des sous-produits obligés comme la lessive de soude caustique utilisés pour la production de savon, de lessive, d'eau de Javel, d'eau oxygénée et de perborate de soude. L'électrolyse du NaCl produit également de l'hydrogène gazeux H2 : 2 NaCl  donne 2 Na +2 H2O =2 NaOH  + H2.  Aujourd'hui il n'y a plus de stockages de chlore car celui ci est utilisé en flux tendu. 
Ce polymère se présente sous la forme d'une poudre blanche.
Si le PVC a été autant décrié, c'est parce qu'il est soupçonné de contribuer :
- aux pluies acides ;
- au rejet de dioxines. Voir l'étude de Greenpeace montrant les effets dévastateurs en matière de rejets dans l'atmosphère à la suite de la combustion du PVC[16] ;
- aux cancers. Le CIRC a classé le polymère dans le groupe 3 : « L'agent (le mélange, les circonstances d'exposition) ne peut pas être classé quant à sa cancérogénicité pour l'homme »[8].

Avant les années 1980, la technique de fabrication du PVC n'assurait pas l'absence de chlorure de vinyle monomère (CVM), qui pouvait atteindre de 200 voire 1 000 ppm. Son emploi dans la fabrication de canalisation d'eau potable oblige à un contrôle du CVM résiduel sur les canalisations en PVC d'avant 1980 car un certain nombre de cas de dépassement des limites de qualité ont été observés.

## Plastifiants et risque toxique
On ajoute très souvent au PVC des plastifiants (pour former par exemple des plastisols) afin d'améliorer certaines caractéristiques (souplesse, allongement à la rupture, tenue au froid et aux chocs, etc.) ou de faciliter la mise en œuvre. Le PVC souple (plastifié) représente environ 30 % de la consommation de PVC.
Parmi les plastifiants utilisés, certains phtalates sont nocifs. Au cours du temps, ils migrent (permanence non assurée, en raison d'une incompatibilité avec la matrice polymère) et se déposent en surface (phénomène d'exsudation) des objets souples en PVC, y compris dans les dispositifs médicaux (anciennes poches de sang notamment), mais aussi des tuyaux souples de sondes nasogastriques et même les lignes de perfusion (qui ont contaminé de nombreux nouveau-nés) et tuyaux souples utilisés pour transporter des liquides ou gaz. Une fois exsudé, il peut contaminer le sang, le méthanol et divers alcools, de l'eau, etc. ou, le cas échéant, vers des aliments mis en contact avec un emballage PVC, (y compris via des gants en PFV utilisé pour préparer des paniers repas). Pour ces raisons, leur usage est limité dans les jouets par une directive européenne.
D'autres plastifiants sont autorisés, dans la famille des adipates ou même des huiles végétales (par exemple l'huile de soja). Ils permettent depuis de nombreuses années la fabrication du film étirable alimentaire. Cependant, au contact des corps gras des aliments, certains plastifiants hydrophobes migrent dans la nourriture. D'autres alternatives sont en développement pour remplacer à terme le PVC dans les films alimentaires.

## Transformation
Le PVC est le plus souvent mis en forme par des procédés en continu (extrusion, enduction). L'extrusion est utilisée notamment pour la fabrication des profilés des fenêtres et des tubes en PVC. L'injection est moins utilisée en raison des risques de dégagement d'acide chlorhydrique, mais de nombreux articles sont cependant produits industriellement : pièces de canalisation, équipements électriques, etc. Pour assembler différentes pièces en PVC, les méthodes les plus couramment utilisées sont le collage et différentes techniques de soudage, notamment le thermosoudage.

## Incinération
Brûler du poly(chlorure de vinyle) dégage majoritairement de l'acide chlorhydrique en présence de la vapeur d'eau contenue dans l'air. À l'heure actuelle, toutes les usines d'incinération d'ordures ménagères homologuées sont munies de filtres anti-acides, car il y a des chlorures dans de nombreux déchets. Brûler des déchets en plein air est une atteinte grave à l'environnement. En outre, la combustion du PVC génère des dioxines et furanes en quantité variable suivant les conditions de combustion.
Pour reconnaître du PVC, il faut porter un fil de cuivre à l'incandescence. Puis il faut mettre ce fil en contact avec l'échantillon de matière plastique puis l'exposer à une flamme. Si celle-ci devient verte, il s'agit généralement de PVC. Les fumées piquent les yeux (dégagement d'acide chlorhydrique HCl) et la flamme s'éteint d'elle-même. Voir Test de Beilstein.

## Recyclage

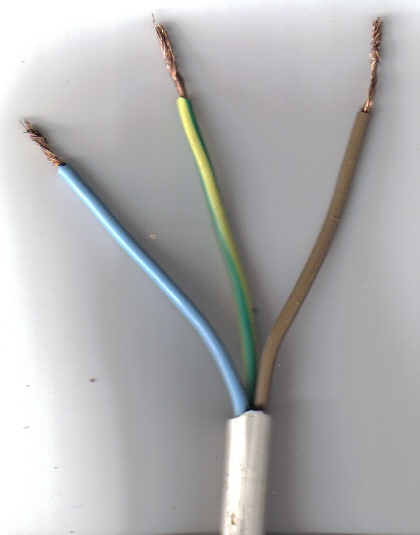
Câble électrique en PVC.

Avant les années 2000, le PVC était jugé comme difficilement recyclable, finissant au mieux en décharge, sinon incinéré ou jeté dans l'environnement. En 2000, l'industrie du PVC en Europe a lancé un engagement volontaire Vinyl2010 visant à créer des filières de collecte et de recyclage adaptées aux différents types de déchets plastiques. Son volet (2000-2010) a permis de recycler annuellement 260 000 t de PVC post-consommation, au lieu des 200 000 t prévues initialement, mais une faible part des déchets de PVC.
Deux initiatives « vertes » Recovinyl et le développement de procédés de recyclage tels que Vinyloop et Texyloop, ont contribué à cet objectif. Le procédé Vinyloop recycle le PVC (déchets de câbles, profilés, composites...) en séparant ses composants sans passer par le broyage fin.
En 2024, plus de 724 000 t de PVC ont été recyclées en Europe, contre 362 000 t en 2012. L'engagement volontaire VinylPlus a été reconduit pour dix ans, pour respecter les objectifs européens pour 2020, en visant cette fois 800 000 t de PVC recyclées par an ; cet objectif n'a pas été atteint, environ 730 000 tonnes de PVC ayant été recyclées en Europe en 2020, selon l'industrie.

## Commerce
Ineos (G.B.) est actuellement le plus gros producteur mondial de PVC après le rachat de la production de groupe Solvay.
L'usine Inovyn de Jemeppe sur Sambre en Belgique qui fait partie d'Ineos est l'unité de production la plus importante d'Europe avec 650.000 tonnes de PVC par an  
En 2014, la France exportait en moyenne 70 000 t de PVC (base, plastifié et non-plastifié confondus) par mois, et importait en moyenne 25 000 t. Le prix moyen observé aux frontières du PVC obtenu par suspension (S-PVC) brut (non additivé) est de 950 €/t.